# Claude Bouhier de Lantenay
Pour les articles homonymes, voir Bouhier et Lantenay.
Claude Bouhier de Lantenay est un religieux français, deuxième évêque de Dijon, né à Dijon le 19 octobre 1681 et mort à Dijon le 19 juin 1755.

## Biographie
Fils de Bénigne Bouhier (1635-1703), président à mortier au parlement de Dijon et de Louise Claire Claude de La Toison (1650-1750), il était le frère du fameux président Bouhier, membre de l'Académie Française, Jean Bouhier (qu'il ne faut pas confondre avec le premier évêque de Dijon, au prénom homonyme, comme de nombreux membres de la famille des Bouhier).
Prieur de Pontailler, chanoine puis prévôt de l'église catholique de Dijon, abbé commendataire de Fontaine-Daniel, vicaire général du diocèse de Langres puis de Dijon, il devient second évêque de Dijon, sur la démission de son oncle.
Sacré le 24 janvier 1744, il prête serment entre les mains du roi et est reçu conseiller-né d'honneur au parlement de Bourgogne, comme son prédécesseur. Il suit d'ailleurs la voie de son oncle en devenant élu du clergé des États de Bourgogne en 1751.
Son cœur fut déposé dans le tombeau des évêques de Dijon, à la cathédrale Saint-Bénigne de Dijon, près d'une des grilles du chœur.

## Iconographie
- Principal portrait par un artiste inconnu (Louis-Michel Van Loo ?). École française du XVIIIe siècle (Dijon, musée des Beaux-arts. inv. 2126-2).
- Portrait conservé à l'hôtel-Dieu de Beaune (inv. IM21004941).
- Portrait conservé au château de Bussy-Rabutin (inv. PM21002833).